# قوام‌الدین حسن شیرازی
قوام‌الدین حسن شیرازی از وزیران دانش پرور قرن هشتم هجری قمری بود. مؤلف کتاب شیرازنامه کتاب خود را به او تقدیم کرده‌است. وی در رسیدن امیر شیخ ابواسحاق اینجو به حکومت فارس عاملی اساسی و در حکمرانی پشت و پناه او بود. وی در سال ۷۵۴ هجری قمری یعنی در زمان محاصرهٔ شیراز به وسیلهٔ امیر مبارزالدین محمد مظفری درگذشت و شیخ ابواسحاق پشتیبان و حامی ارزنده‌ای را که در قوام مملکتش بسیار مؤثر بود از دست داد و دولتش پس از مدت کوتاهی سرنگون شد.

## تحسین قوام الدین حسن در دیوان حافظ
| مرا عهدیست با جانان که تا جان در بدن دارم |  | هواداران کویش را چو جان خویشتن دارم       |
| صفای خلوت خاطر از آن شمع چگل جویم         |  | فروغ چشم و نور دل از آن ماه ختن دارم      |
| به کام و آرزوی دل چو دارم خلوتی حاصل      |  | چه فکر از خبث بدگویان میان انجمن دارم     |
| مرا در خانه سروی هست کاندر سایه قدش       |  | فراغ از سرو بستانی و شمشاد چمن دارم       |
| گرم صد لشکر از خوبان به قصد دل کمین سازند |  | بحمد الله و المنه بتی لشکرشکن دارم        |
| سزد کز خاتم لعلش زنم لاف سلیمانی          |  | چو اسم اعظمم باشد چه باک از اهرمن دارم    |
| الا ای پیر فرزانه مکن عیبم ز میخانه       |  | که من در ترک پیمانه دلی پیمان شکن دارم    |
| خدا را ای رقیب امشب زمانی دیده بر هم نه   |  | که من با لعل خاموشش نهانی صد سخن دارم     |
| چو در گلزار اقبالش خرامانم بحمدالله       |  | نه میل لاله و نسرین نه برگ نسترن دارم     |
| به رندی شهره شد حافظ میان همدمان لیکن     |  | چه غم دارم که در عالم قوام الدین حسن دارم |